# Vlkanov (district de Domažlice)
Pour les articles homonymes, voir Vlkanov.
Vlkanov (en allemand : Wilkenau) est une commune du district de Domažlice, dans la région de Plzeň, en République tchèque. Sa population s'élevait à 136 habitants en 2017.

## Géographie
Vlkanov se trouve à 11 km au nord-ouest de Domažlice, à 50 km à l'ouest-sud-ouest de Plzeň et à 135 km à l'ouest-sud-ouest de Prague.
La commune est limitée par Poběžovice au nord-ouest et au nord, par Otov à l'est, par Nový Kramolín au sud et au sud-ouest.

## Histoire
La première mention écrite de la localité date de 1361.